# Il giovane Robin Hood
Il giovane Robin Hood (Young Robin Hood) è una serie televisiva animata prodotta da Hanna-Barbera e France Animation.

## Doppiaggio
| Nome del personaggio | Doppiatore originale | Doppiatore italiano |
| -------------------- | -------------------- | ------------------- |
| Robin Hood           | Thor Bishopric       | Giorgio Borghetti   |
| Frate Tuck           | Harry Standjofski    | Fabrizio Manfredi   |
| Will Scarlett        | Sonja Ball           | Alessandro Tiberi   |
| Little John          | Terrence Scammell    | Roberto Gammino     |
| Alan-A-Dale          | Michael O'Reilly     | Alessandro Quarta   |